# Nyctemera clarior
Nyctemera clarior là một loài bướm đêm thuộc phân họ Arctiinae, họ Erebidae.